# Chambretaud
Chambretaud è un comune francese di 1 494 abitanti situato nel dipartimento della Vandea nella regione dei Paesi della Loira.

## Società

### Evoluzione demografica
Abitanti censiti